# 1성 장군

NATO 1성 장군 계급 휘장

1성 장군(1 star general) 또는 1성 계급(1 star rank)은 나토 계급 부호 OF-6으로 대부분의 군대에서 상급 지휘관을 가리키는데 사용하는 용어이다. 또한 이 용어는 나토 회원국이 아닌 국가의 군대에서도 사용한다. 일반적으로, 1성 장군은 해군, 육군, 공군 등에서 각각 준장의 지위를 가지며, 중국군의 경우는 해군, 육군, 공군 등에서 각각 소장의 지위를 가진다.

## 영국 1성 장군
- 해군 준장(Commodore)
- 해병대 준장(Brigadier)
- 육군 준장(Brigadier)
- 공군 준장(Air Commodore)[1]

영국 육군 준장 견장
영국 해병대 준장 견장
영국 해군 준장 소매
영국 공군 준장 소매

## 미국 1성 장군
- 해군 준장(Rear Admiral (lower half))
- 해안경비대 준장(Rear Admiral (lower half))
- 연방공공보건서비스부대 의무총감 보좌관(준장)(Rear Admiral (lower half)/Assistant Surgeon General)
- NOAA 파견부대 준장(Rear Admiral (lower half))
- 해병대 준장(Brigadier General)
- 육군 준장(Brigadier General)
- 공군 준장(Brigadier General)

미국 해군 준장 견장과 소매
미국 해안경비대 준장 견장과 소매
미국 연방공공보건서비스부대 의무총감 보좌관(준장) 견장과 소매
미국 NOAA 파견부대 준장 견장과 소매
미국 해병대 준장 견장
미국 육군 준장 견장
미국 공군 준장 견장

## 대한민국의 1성 장군
- 육군의 여단장, 동원사단장, 참모장[2]
- 해군의 전단장
- 공군의 비행단장
- 특수병과 최선임자 등

한국 육군 준장 견장
한국 해군 준장 견장과 수장
한국 해병대 준장 견장
한국 공군 준장 견장

## 같이 보기
- NATO 계급과 휘장
- 군인 계급